# Solenogyne
Solenogyne là một chi thực vật có hoa trong họ Cúc (Asteraceae).

## Loài
Chi Solenogyne gồm các loài: